# Gefen Primo
Gefen Primo (26 marzo 2000) è una judoka israeliana.

## Palmarès
- Europei

Varsavia 2017: bronzo nei -52kg;
Tel Aviv 2018: bronzo nei -52kg.
- Campionati europei juniores

Maribor 2017: bronzo nei -52kg.
- Campionati europei cadetti

Kaunas 2017: argento nei -52kg